# Аріель Шламо-Залман
Аріель (Лейбовіч) Шламо-Залман (івр. שלמה זלמן אריאל; 1895, Жлобин Гомельської області — 1970, Ізраїль) — ізраїльський письменник, редактор ізраїльських енциклопедій.
Сестра Белла Лейбовіч була дружиною дитячого поета на івриті Іцхака Альтермана. Їхній син, Натан Альтерман, був ізраїльським поетом, драматургом, журналістом і перекладачем.